# Leuchtturm Eckernförde (Hafen)
Der Leuchtturm Eckernförde (Hafen) ist ein Leitfeuer für die Ansteuerung des Eckernförder Stadthafens.

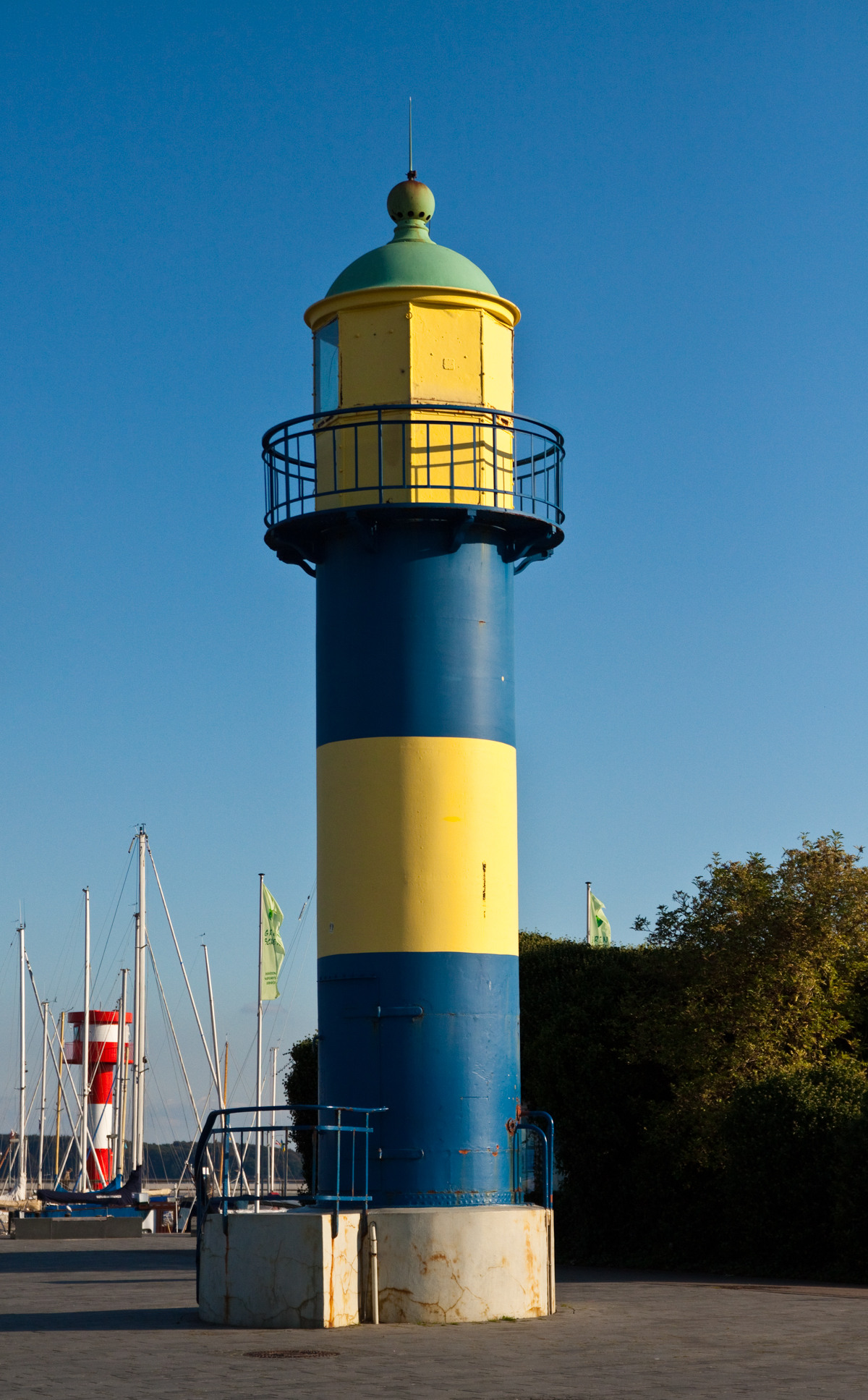
Der alte Hafenleuchtturm mit dem neuen Turm im Hintergrund

## Alter Leuchtturm
Zeitgleich mit dem Leitfeuer auf dem Klintbarg wurde 1907 auch am Stadthafen ein Leuchtturm errichtet. Durch den Bau eines weiteren Yachthafens musste der zwölf Meter hohe Betonturm 1981 durch ein neues Leuchtfeuer ersetzt werden. Das Bauwerk wurde der Stadt Eckernförde übergeben und in die Liste der Kulturdenkmale aufgenommen. Zur Unterscheidung mit dem aktiven Leuchtfeuer erhielt der Turm einen Anstrich in den Eckernförder Wappenfarben. Für die Errichtung der Hafenspitze-Gebäude in den 2010er Jahren wurde der Leuchtturm um einige Meter versetzt.

## Neuer Leuchtturm
Der heutige Hafenleuchtturm wurde 1981 auf der Mole des neuen Yachthafens errichtet. Der 10,5 m hohe Turm aus glasfaserverstärktem Kunststoff steht auf einer über Pfählen gegründeten Plattform. Die Lichtquelle besteht aus einer 230 V/40 Watt starken Glühlampe und einer Fresnel-Linse. Die Kennung wird elektronisch erzeugt und die Tragweite des Feuers beträgt bis zu sechs Seemeilen (etwa elf Kilometer).
Der vollautomatische Leuchtturm wird vom Wasserstraßen- und Schifffahrtsamt Ostsee unterhalten, vom Leuchtturm Eckernförde gesteuert und von der Verkehrszentrale in Travemünde überwacht.